# Bundesstraße 242
Die Bundesstraße 242 (Abkürzung: B 242) ist eine deutsche Bundesstraße, die von Seesen nach Mansfeld verläuft.  Sie führt einmal komplett über den Harz und wird deshalb auch Harzhochstraße genannt.

## Geschichte und Verlauf
Ursprünglich begann die B 242 nicht in Seesen, sondern zwischen Gittelde und Münchehof an der B 243. Nachdem diese zwischen Seesen und Gittelde über die Anschlussstelle der A 7 verlegt wurde, hat man den ursprünglichen Verlauf über Herrhausen und Münchehof in die B 242 integriert.
Weiter führt die Straße dann durch den Oberharz nördlich an Bad Grund vorbei und durch Clausthal, den Hochharz, wo sie einige Kilometer zusammen mit der B 4 geführt wird, bei Braunlage und verläuft dann durch den Unterharz bei Harzgerode bis in das Mansfelder Land. Dort trifft sie nach der Durchquerung von Leimbach gemeinsam mit der B 86 auf die B 180.
Vor dem Bau der Ortsumfahrung Hettstedt der B 180 führte die B 242 von Leimbach südlich weiter nach Klostermansfeld und dann weiter östlich am Zirkelschacht vorbei, bis sie südlich von Siersleben auf die damalige B 180 traf. Das letzte Stück ab Klostermansfeld wurde zeitweilig in die Ortsumgehung der B 180 einbezogen, und von 2018 bis 2020 durch einen parallelen Neubau unter Überbrückung der gekreuzten Mansfelder Bergwerksbahn ersetzt.
Die direkte Verlängerung der B 242 über Polleben und Salzmünde bis nach Halle (Saale), die L 159, ist gut ausgebaut, hat aber nicht den Status einer Bundesstraße.
Zwischen Königerode und Leimbach findet man auf alten Karten für den Straßenverlauf die Bezeichnung Claus-Str. Dort wird sie heute noch Clausstraße genannt und in der Ortsdurchfahrt von Königerode heißt sie offiziell Klausstraße.

### Überquerte Gewässer
- Innerste
- Oderteich
- Warme Bode bei Sorge
- Hassel zwischen Hasselfelde und Stiege
- Selke bei Alexisbad
- Wipper in Mansfeld

### Ausbauzustand
Der Ausbauzustand der B 242 gliedert sich wie folgt:
| Abschnitt                       | Streifen | Trennstreifen | Kreuzungsfreiheit | Bemerkung              |
| ------------------------------- | -------- | ------------- | ----------------- | ---------------------- |
| Seesen – AS Münchehof           | 2        | nein          | nein              | ländlich               |
| AS Münchehof – AS Winterberg    | 4        | ja            | ja                | autobahnähnlich        |
| AS Winterberg – Königskrug      | 2, tw. 3 | nein, tw. ja  | nein              | kurvig (Gebirgsstraße) |
| Königskrug – AS Braunlage-Mitte | 3        | ja            | ja                | autobahnähnlich        |
| AS Braunlage-Mitte –            | 2        | nein          | nein              | tw. kurvig             |

## Kuriosa
Kurz vor dem Ortseingang des Ortes Sorge steht eine braune Infotafel. Sie informiert darüber, dass bis 12. Dezember 1990 an dieser Stelle Deutschland geteilt war. Das Datum stellt einen Tippfehler dar, denn die Grenzöffnung erfolgte hier am 12. Dezember 1989.

## Fotos

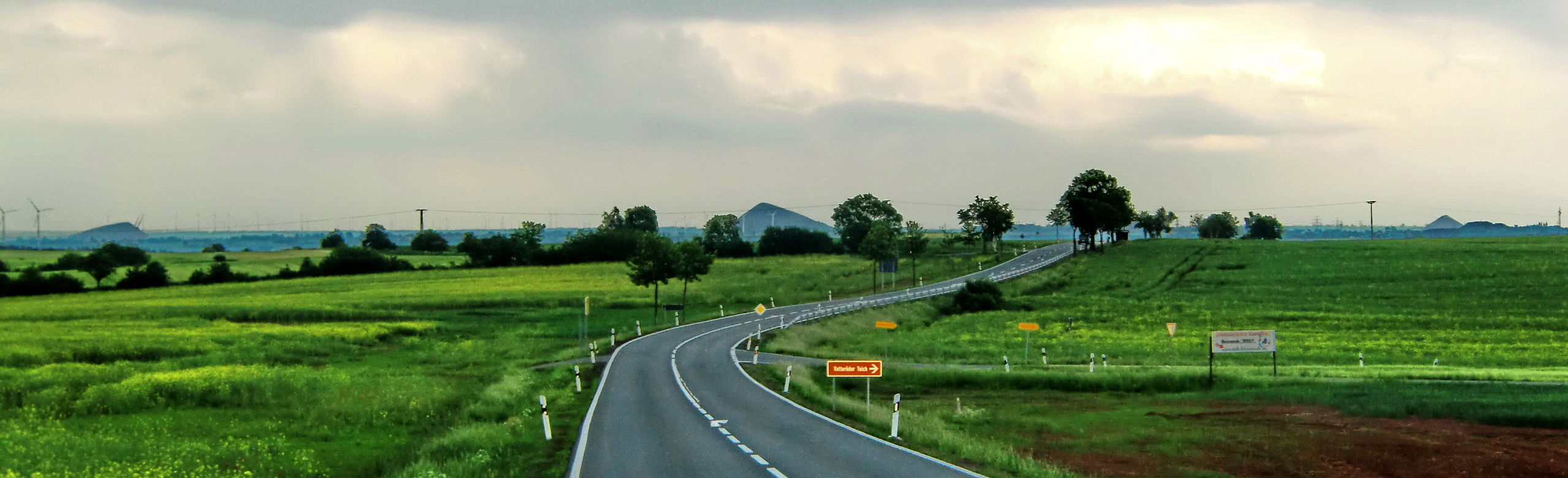
Claus-Str. mit Blick auf die Mansfelder Pyramiden
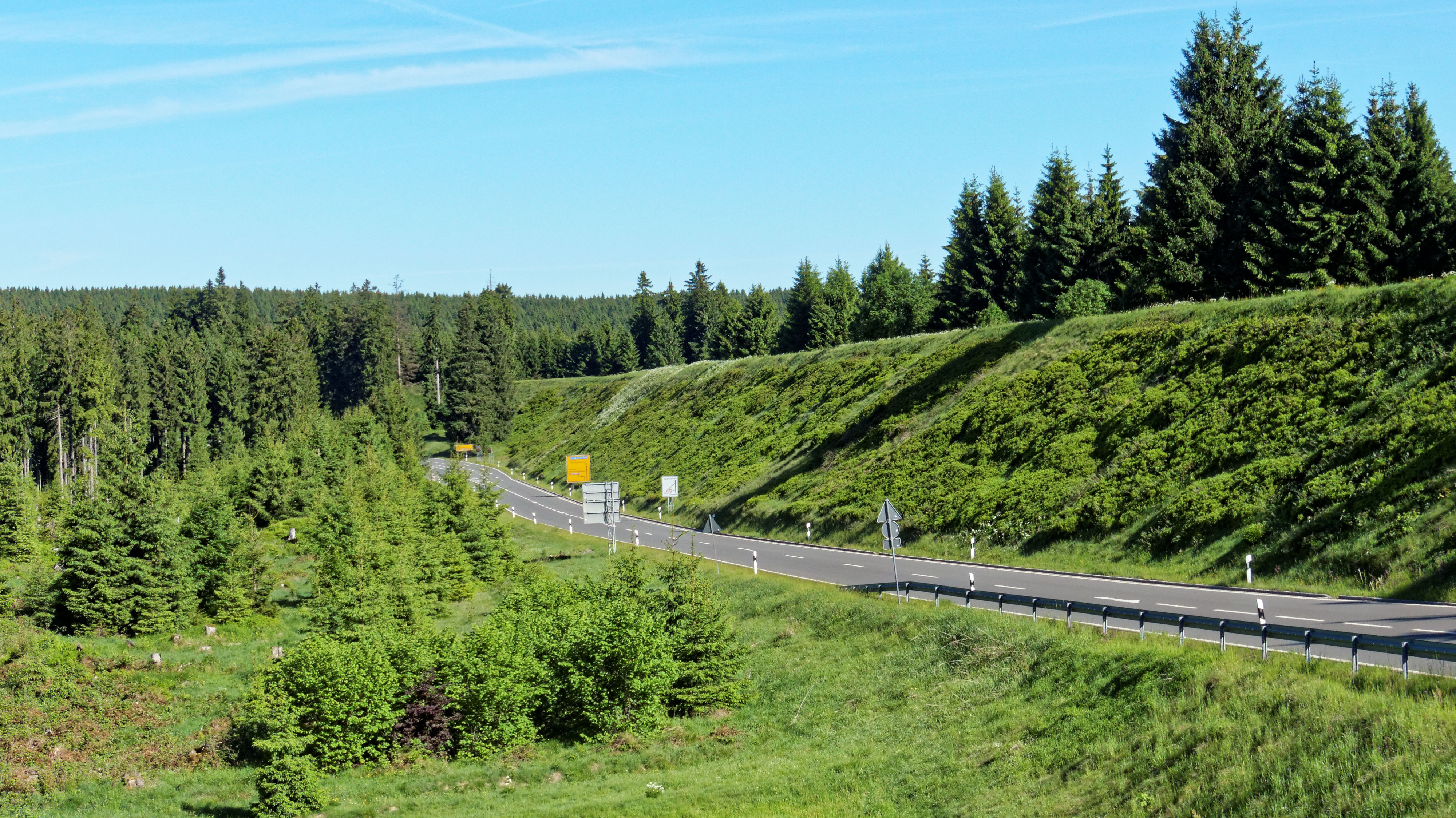
Die B 242 gemeinsam mit der B 498 unterhalb des Sperberhaier Damms
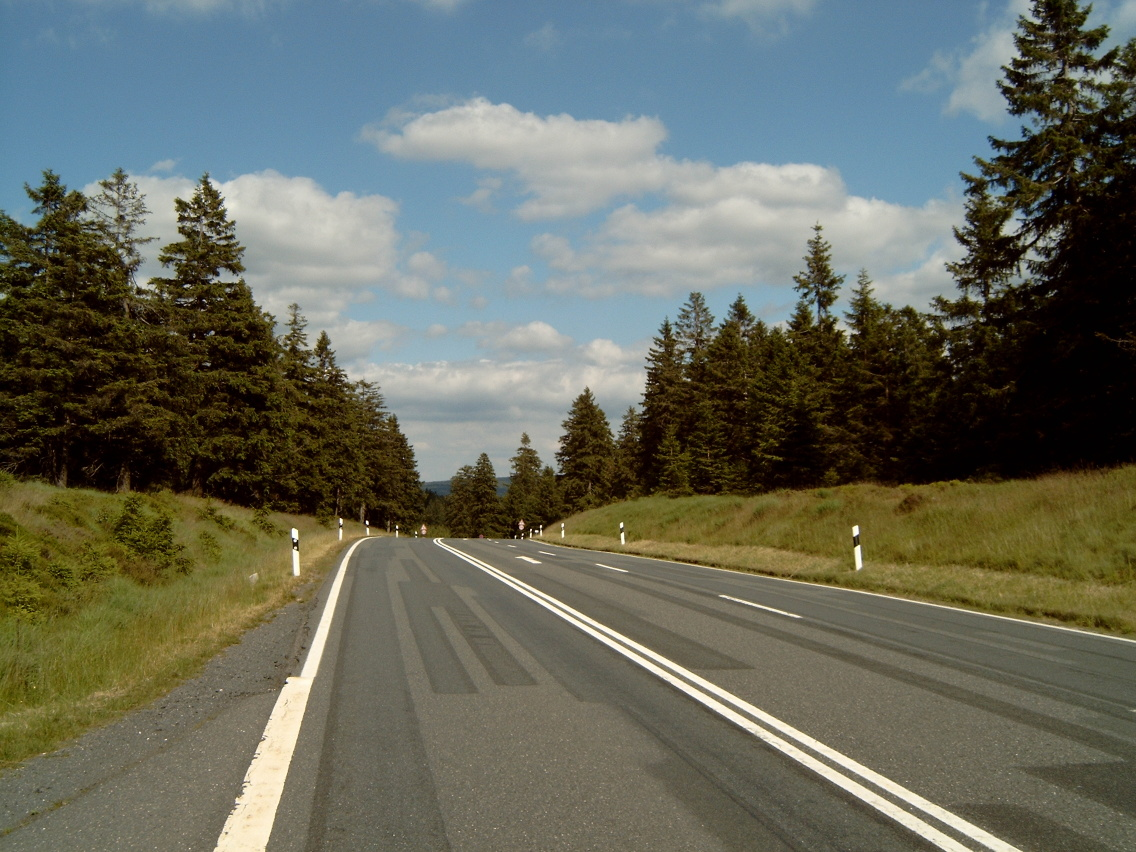
B 242 am höchsten Punkt (828 m ü. NHN) zwischen Dammhaus und Sonnenberg
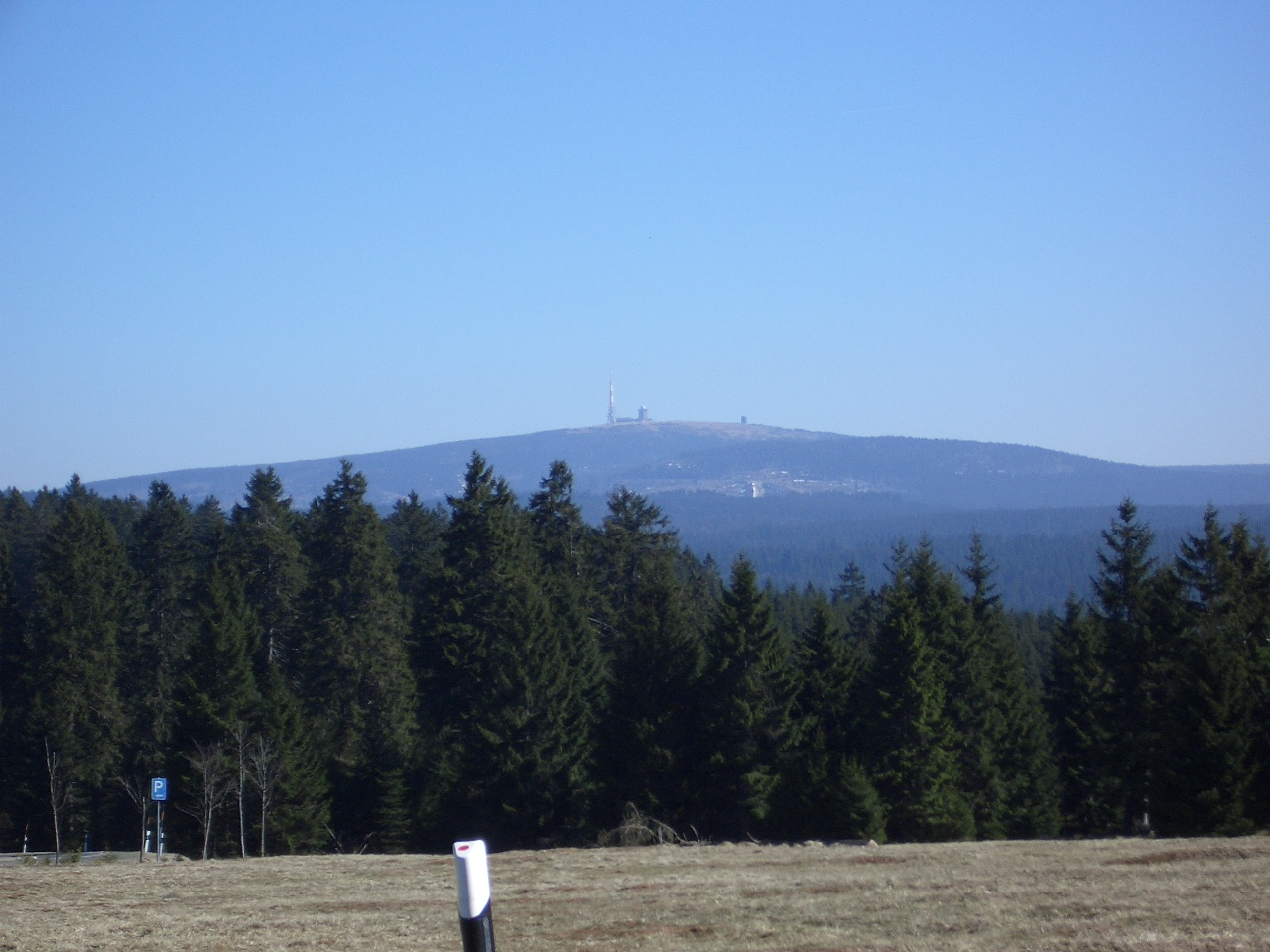
Blick von der Harzhochstraße auf den Brocken
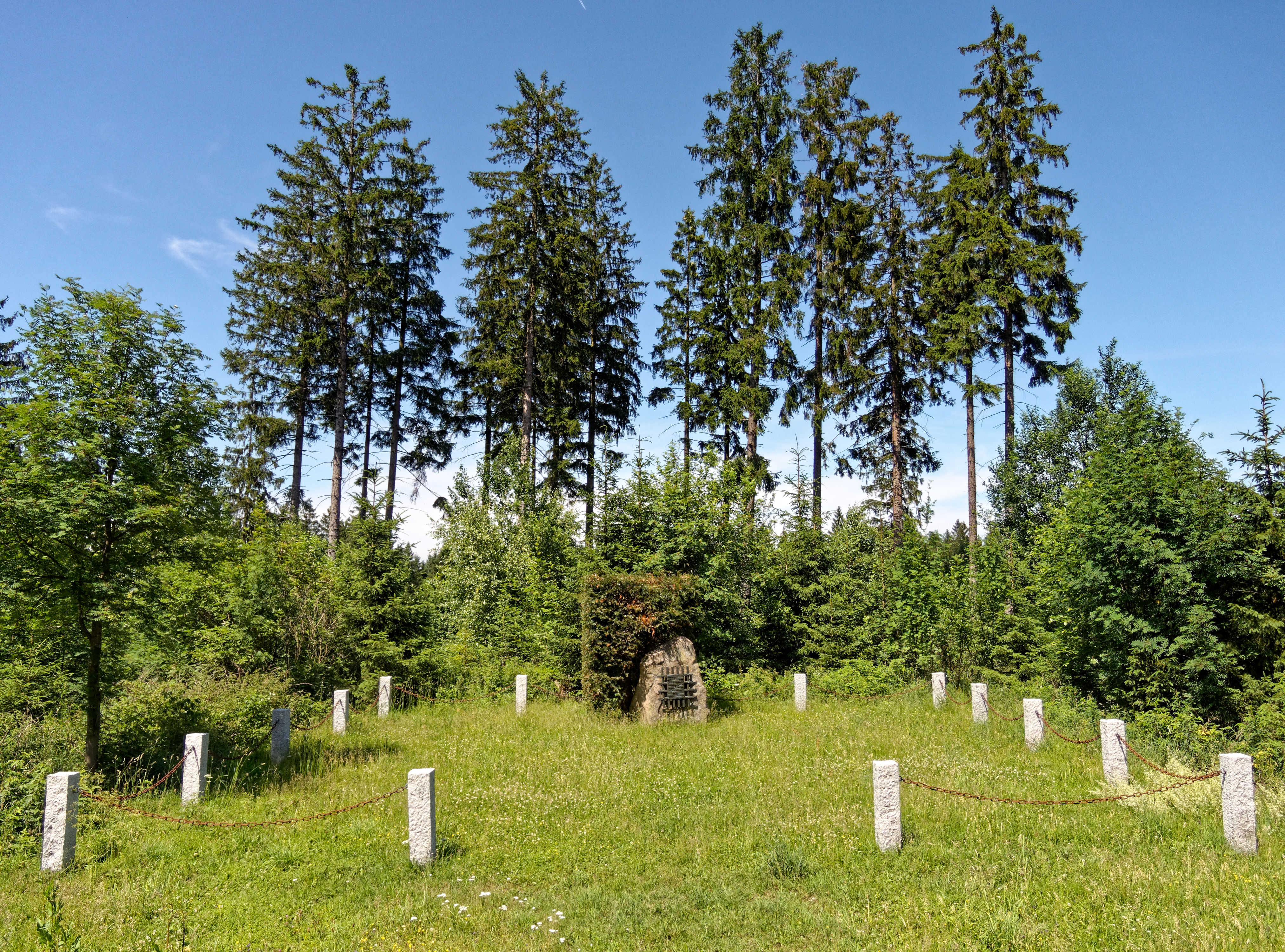
Gedenkstätte für den Todesmarsch am Hirschler Teich